# Saint-Martin, Gers
 Saint-Martin  là một xã của tỉnh Gers, thuộc vùng Occitanie, tây nam nước Pháp.